# Keith Turner
Keith Turner (11 de noviembre de 1946) es un expiloto de motociclismo neozelandés que compitió en el Campeonato del Mundo de Motociclismo desde 1967 hasta 1972. Su mejor temporada fue en 1971 cuando finalizó segundo en la clasificación general de esta cilindrada por detrás de Giacomo Agostini.

## Resultados en el Campeonato del Mundo
Sistema de puntuación desde 1950 hasta 1968:
| Posición | 1.º | 2.º | 3.º | 4.º | 5.º | 6.º |
| Puntos   | 8   | 6   | 4   | 3   | 2   | 1   |

Sistema de puntuación desde 1969 hasta 1987:
| Posición | 1.º | 2.º | 3.º | 4.º | 5.º | 6.º | 7.º | 8.º | 9.º | 10.º |
| Puntos   | 15  | 12  | 10  | 8   | 6   | 5   | 4   | 3   | 2   | 1    |

### Carreras por año
(Carreras en negrita indica pole position; Carreras en cursiva indica vuelta rápida)
| Año  | Cat.  | Equipo    | 1       | 2       | 3       | 4       | 5       | 6     | 7       | 8       | 9       | 10      | 11    | 12      | 13    | Pts. | Pos. |
| ---- | ----- | --------- | ------- | ------- | ------- | ------- | ------- | ----- | ------- | ------- | ------- | ------- | ----- | ------- | ----- | ---- | ---- |
| 1967 | 250cc | Bultaco   | ESP -   | GER -   | FRA -   | IOM -   | NED -   | BEL - | RDA 10  | CZE -   | FIN -   | ULS -   | NAT - | CAN -   | JAP - | 0    | -    |
| 1967 | 500cc | Matchless |         | GER -   |         | IOM 24  | NED -   | BEL - | RDA 13  | CZE -   | FIN 8   | ULS -   | NAT - | CAN -   |       | 0    | -    |
| 1968 | 250cc | Aermacchi | GER 11  | ESP -   |         | IOM Ret | NED -   | BEL - | RDA -   | CZE 11  | FIN Ret | ULS -   | NAT - |         |       | 0    | -    |
| 1968 | 500cc | Matchless | GER 15  | ESP -   |         | IOM 10  | NED Ret | BEL - | RDA 8   | CZE Ret | FIN -   | ULS -   | NAT - |         |       | 0    | -    |
| 1969 | 250cc | Aermacchi | ESP -   | GER -   | FRA 14  | IOM -   | NED -   | BEL - | RDA 9   | CZE -   | FIN -   | ULS -   | NAT - | YUG -   |       | 2    | 47.º |
| 1969 | 500cc | LinTo     | ESP -   | GER -   | FRA Ret | IOM -   | NED 11  | BEL - | RDA -   | CZE -   | FIN Ret | ULS -   | NAT - | YUG 5   |       | 6    | 37.º |
| 1970 | 125cc | Aermacchi | GER Ret | FRA -   | YUG -   | IOM -   | NED -   | BEL - | RDA -   | CZE -   | FIN -   | ULS -   | NAT - | ESP -   |       | 0    | -    |
| 1970 | 250cc | Yamaha    | GER -   | FRA -   | YUG -   | IOM -   | NED -   | BEL - | RDA -   | CZE -   | FIN 5   | ULS -   | NAT - | ESP -   |       | 6    | 29.º |
| 1970 | 500cc | LinTo     | GER -   | FRA Ret | YUG Ret | IOM -   | NED DNQ | BEL - | RDA Ret |         | FIN -   | ULS -   | NAT - | ESP -   |       | 0    | -    |
| 1971 | 350cc | Yamaha    | AUT -   | GER -   | IOM -   | NED -   |         | RDA - |         | SWE -   | FIN -   | IRL -   | NAT 8 | ESP -   |       | 3    | 46.º |
| 1971 | 500cc | Suzuki    | AUT 2   | GER Ret | IOM 7   | NED 4   | BEL Ret | RDA 2 |         | SWE 2   | FIN 4   | IRL Ret | NAT 6 | ESP 5   |       | 58   | 2.º  |
| 1972 | 250cc | Yamaha    | GER -   | FRA -   | AUT -   | NAT -   | IOM 19  | YUG - | NED -   | BEL -   | RDA -   | CZE -   | SWE - | FIN Ret | ESP - | 0    | -    |
| 1972 | 500cc | Suzuki    | GER -   | FRA -   | AUT -   | NAT -   | IOM -   | YUG - | NED -   | BEL -   | RDA -   | CZE -   | SWE - | FIN Ret | ESP - | 0    | -    |